# Палатник, Сэм
Сэм (Семён Александрович) Палатник (26 марта 1950, Одесса) — американский, ранее советский шахматист, международный мастер (1977), гроссмейстер (1978). Инженер. Окончил Одесский политехнический институт.

## Биография
Окончил Одесскую школу № 116, его одноклассником был Борис Бурда.
Успешно выступал в ряде Всесоюзных турниров молодых мастеров: 1974 — 1—2-е, 1975 и 1976 — 2-е места.
Победитель студенческих первенств мира (1974 и 1976, в составе команды СССР), Кубка европейских клубных команд (1976, в составе команды «Буревестник»), Спартакиады народов СССР (1979, в составе команды УССР).
Лучшие результаты в международных соревнованиях: Римавска-Собота (1977) — 1-е; Пловдив (1978) — 3-е; Киев (1978) — 2—4-е: Градец-Кралове (1980) — 3-е; Гавана (1985; 1-й турнир) — 6-е; Бхилвара (1986) — 3—4-е; Таллин (1986) — 3-е; Трнава (1987) — 2—3-е; Воронеж (1987) — 5—6-е места.
В настоящее время живёт в штате Теннесси, США и участвует в играх Американской шахматной федерации.

## Изменения рейтинга
| Графики недоступны из-за технических проблем. См. информацию на Фабрикаторе и на mediawiki.org. |